# Тютрюмов, Анатолий Николаевич
Анато́лий Никола́евич Тютрю́мов (17 июня 1921, дер. Черменеев Двор, Череповецкая губерния — 28 февраля 1989) — воздушный стрелок самолёта «Ил-2» 15-го гвардейского штурмового Невского Краснознаменного орденов Суворова и Кутузова авиационного полка 277-й штурмовой Красносельской Краснознаменной орденов Суворова и Кутузова авиационной дивизии 1-й воздушной армии 3-го Белорусского фронта, гвардии старшина — на момент представления к награждению орденом Славы 1-й степени.

## Биография
Родился 17 июня 1921 года в деревне Черменеев Двор (ныне — в Лодейнопольском районе Ленинградской области). После школы поступил в сельскохозяйственный техникум, но проучился только один год.
В 1939 году был призван в Красную Армию. Участник советско-финляндской войны 1939-40 годов.
В боях Великой Отечественной войны с июня 1941 года. Служил в штабе 174-го штурмового авиационного полка писарем. Весной 1942 года, когда на пополнение технического состава стали прибывать девушки, добился перевода на другую должность. Стал оружейником в 3-й эскадрилье.
В конце 1942 года сержант Тютрюмов выступил с инициативой оборудования на одноместных Ил-2 места для стрелка, защищающего заднюю полусферу. С разрешения командующего воздушной армией один штурмовик был переоборудован, и Тютрюмов лично испытал его в воздухе. С этого времени стал летать воздушным стрелком на боевые задания в экипаже командира эскадрильи Павлюченко. Вскоре боевые дела воздушного стрелка Тютрюмовая стали известны всему полку. За участие в боях по прорыву блокады Ленинграда в январе 1943 года он получил первую боевую награду — медаль «За отвагу». А ещё через некоторое время был награждён орденом Отечественной войны 2-й степени. В 1943 году вступил в ВКП(б).
В одном из боев его штурмовик был подбит зенитным огнём. Летчик Ващенко сумел дотянуть поврежденную машину до своей территории и произвел вынужденную посадку. Тютрюмов, будучи раненым, успел вытащить командира из кабины до того, как взорвались баки, и потерял сознание. После госпиталя вернулся в свой полк, продолжал летать на боевые задания в экипаже лейтенанта Жданова.
В конце марта 1944 года гвардии старшина Тютрюмов в воздушных боях под Псковом сбил 2 самолёта противника лично и один в группе. Причем это были не только истребители. В одном из боевых вылетов штурмовики атаковали группу вражеских бомбардировщиков Ю-87, шедших в сторону наших войск. Одного Тютрюмов сбил точной пулеметной очередью, второго вместе с другим стрелком — Пелевиным, взяв противника в огненные клещи. Приказом по 277-й штурмовой авиационной дивизии от 8 апреля 1944 года за образцовое выполнение заданий командования и проявленные мужество и отвагу гвардии старшина Тютрюмов Анатолий Николаевич награждён орденом Славы 3-й степени.
В следующих боях счет лично сбитых Тютрюмовым вражеских самолётов увеличился до 5, и ещё два в группе. Во вовремя боевых вылетов воздушный стрелок не только отбивал атаки вражеских истребителей, но и вел огонь по наземным целям. 14 декабря 1944 года в районе города Кенигсберг гвардии старшина Тютрюмов огнём из пулемета подавил 5 зенитных орудий, разбил автомашину с боеприпасами. 19 января 1945 года в районе города Инстербург уничтожил 2 расчета пулеметов противника. Приказом от 28 марта 1945 года за образцовое выполнение заданий командования и проявленные мужество и отвагу гвардии старшина Тютрюмов Анатолий Николаевич награждён орденом Славы 2-й степени.
В воздушных боях над Восточной Пруссией в период с 22 февраля по апрель 1945 года сбил 3 самолёта противника, в составе группы поразил ещё 2 самолёта. Истребил более 30 вражеских солдат, вывел из строя несколько орудий, отбил 5 атак истребителей. Был контужен, но оставался в строю. Был представлен к награждению орденом Славы 1-й степени. Последний боевой вылет совершил 9 мая 1945 года, когда уже было объявлено о капитуляции Германии. В экипаже командира эскадрильи гвардии капитана Алексенко наносил последний удар по остаткам вражеской группировки на косе Фришис-Гафф. Всего за годы войны совершил 153 боевых вылета.
Указом Президиума Верховного Совета СССР от 15 мая 1946 года за исключительное мужество, отвагу и бесстрашие, проявленные на заключительном этапе Великой Отечественной войны в боях с вражескими захватчиками, гвардии старшина Тютрюмов Анатолий Николаевич награждён орденом Славы 1-й степени. Стал полным кавалером ордена Славы.
В 1948 году был демобилизован. Жил в городе Тарту. Работал на Тартуском заводе контрольной аппаратуры. Скончался 28 февраля 1989 года.
Награждён орденами Отечественной войны 1-й и 2-й степеней, Славы 3-х степеней, медалями.